# Repérage des constellations/12
- Grande Ourse
- Chevelure de Bérénice
- Coupe
- Corbeau
- Machine pneumatique
- Croix du Sud
- Mouche
- Caméléon

Lever d'Antarès (héliaque en décembre). Coucher de Sirius.

## Constellations visibles
Au nord, la Grande Ourse culmine et domine le secteur. Sur l'équateur céleste, la Vierge s'aprête à remplacer le Lion au zénith. Au Sud, le Centaure s'approche de la culmination, remplaçant le Navire Argo.

## Alignements
L'alignement qui culmine est celui d'Arcturus, du Bouvier. Pour identifier Arcturus, on part du manche de la Grande Casserole dans la Grande Ourse, on prolonge un arc de cercle jusqu'à Arcturus, puis on prolonge cette direction jusqu'à Spica de la Vierge. Dans cette direction générale Nord-Sud, on trouve ensuite (assez approximativement) γ de l'Hydre, ι et γ du Centaure, pour finir sur la Croix du Sud.